# Takenouchi-ryu
Takenuchi-ryu (竹内流) é um vetusto estilo de koryu japonês, que foi fundado pelo samurai Takenouchi Chūnagon Daijō Nakatsukasadaiyū Hisamori, senhor do castelo de Ichinose, no ano de 1532. O currículo de ju-jutsu compreende uma vasta gama de técnicas, que vão desde nage waza (projeções) a atemi waza (socos e pontapés), além do manuseio de bastão e espada (kenjutsu e iaijutsu) etc. Durante os séculos XX e XXI, o estilo passou a ser quase que exclusivo da família Takenuchi, posto que haja alguns grupos que treinem a modalidade.